# 前579年
| 千纪： | 前1千纪 |
| 世纪： | 前7世纪 \| 前6世纪 \| 前5世纪 |
| 年代： | 前600年代 \| 前590年代 \| 前580年代 \| 前570年代 \| 前560年代 \| 前550年代 \| 前540年代                                                                                                  |
| 年份： | 前584年 \| 前583年 \| 前582年 \| 前581年 \| 前580年 \| 前579年 \| 前578年 \| 前577年 \| 前576年 \| 前575年 \| 前574年                                                                    |
| 纪年： | 周简王七年 魯成公十二年 齐灵公三年 晋厉公二年 秦桓公二十五年 宋共公十年 楚共王十二年 衛定公十年 陈成公二十年 蔡景侯十三年 曹宣公十六年 郑成公六年 燕昭公八年 吴王寿梦七年 杞桓公五十八年 |

## 大事記
- 交剛之戰，秦桓公約同白狄趁着晉國顧及與楚國於宋國會盟時而不的設置防備機會攻打晉國。同年秋天，晉軍在交剛擊敗白狄。
- 宋國大夫華元安排晉國的卿士燮與楚國公子罷、許偃在宋國的西門外，簽訂第一次弭兵之盟，但前575年晉楚便爆發鄢陵之戰。